# Rätikon

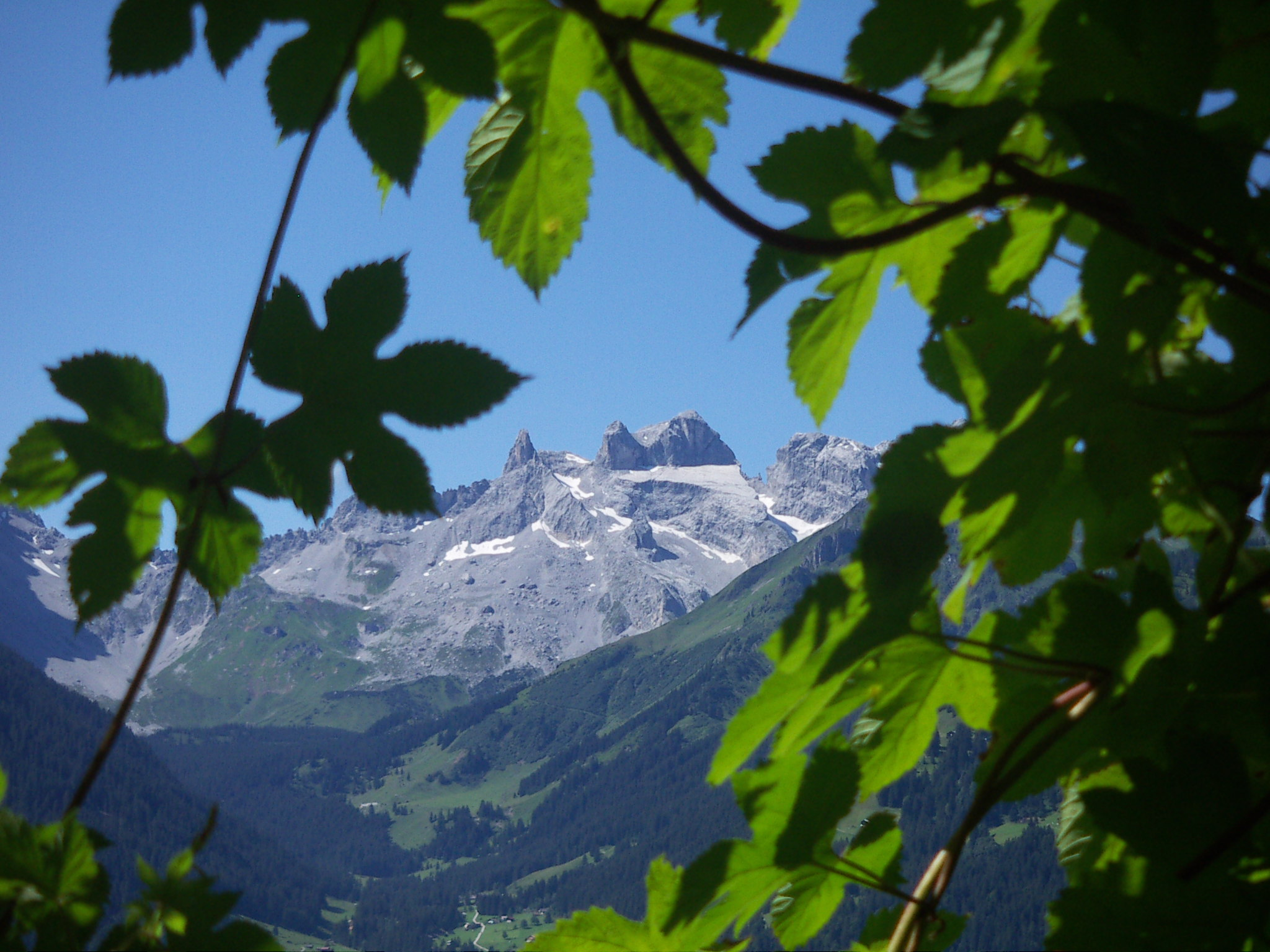
Drei Türme

Rätikon là tên một rặng núi, thuộc rặng Alpes orientales centrales, dãy núi Alpes. Rặng Rätikon nằm ở biên giới giữa bang Vorarlberg (Áo), Liechtenstein và bang Graubünden (Thụy Sĩ). Rặng Rätikon cũng là ranh giới về mặt địa chất giữa dãy Alpes phía đông và Alpes phía tây và trải dài từ thung lũng Montafon (Áo) tới sông Rhine. Thung lũng Prättigau (Thụy Sĩ) là ranh giới phía nam, Walgau là ranh giới phía bắc, và nhóm núi Silvretta là ranh giới phía đông.

## Các ngọn núi chính

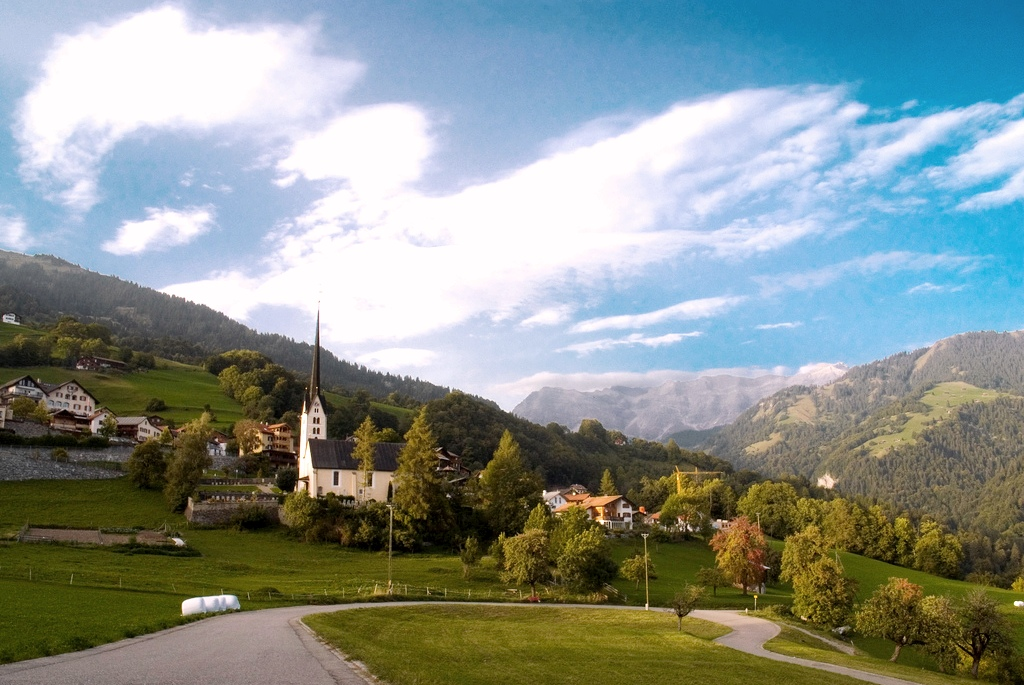
Seewis

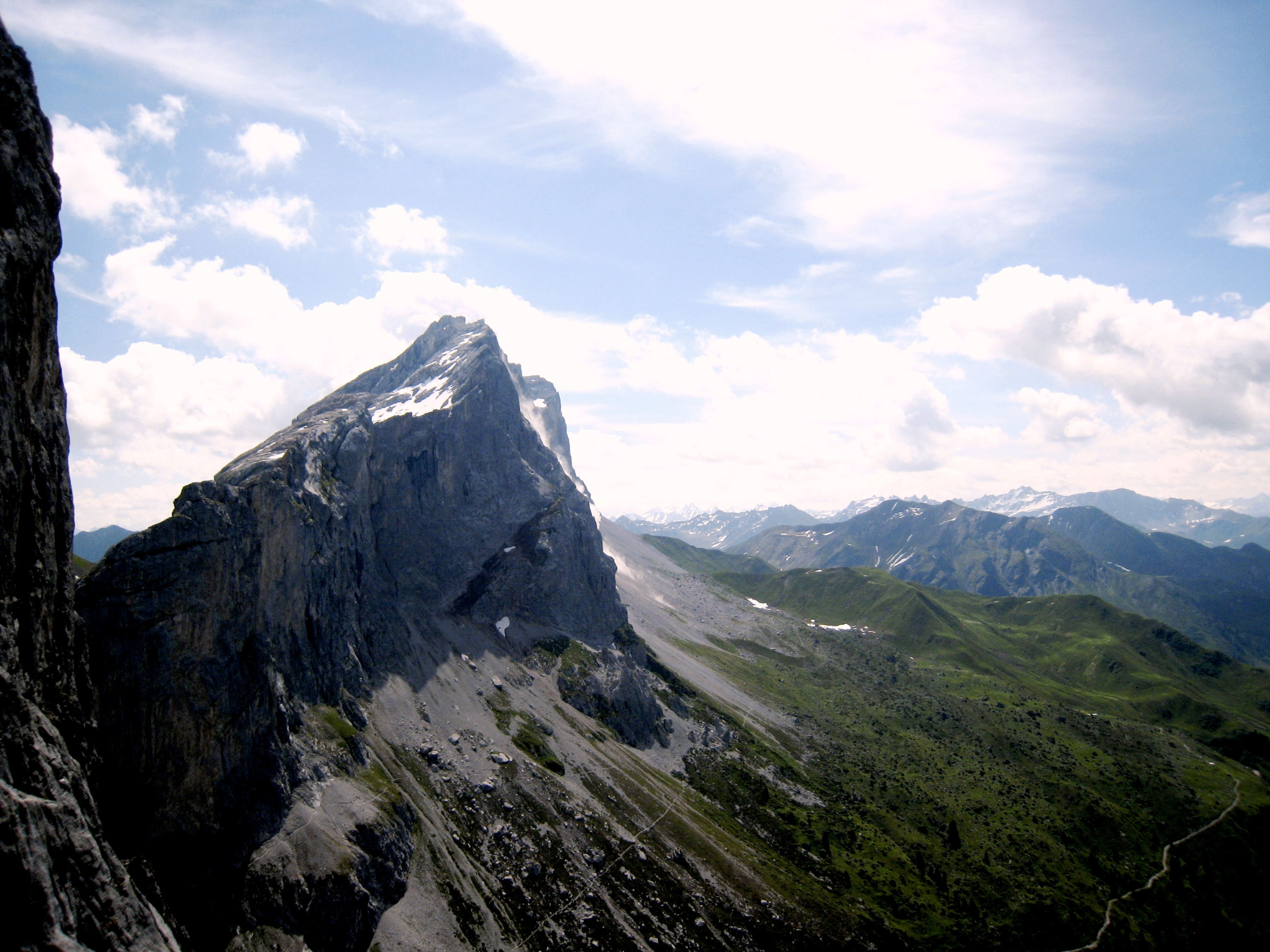
Drusenfluh

- Schesaplana 2964 m (9725 ft)
- Schiltfluh 2890 m (9482 ft)
- Panüeler 2859 m (9380 ft)
- Drusenfluh 2829 m (9282 ft)
- Madrisahorn 2830 m (9285 ft)
- Sulzfluh 2820 m (9252 ft)
- Zimbaspitze 2643 m (8678 ft)
- Vorder Grauspitz 2599 m (8528 ft)
- Falknis 2566 m (8419 ft)
- Naafkopf 2571 m (8445 ft)
- Hornspitze 2537 m (8323 ft)
- Vilan 2376 m (7795 ft)
- Sassauna 2308 m (7572 ft)

## Các trạm thể thao mùa đông
- Brand
- Bürseberg
- Fanas
- Gargellen
- Klosters-Serneus
- Malans
- Triesenberg
- Tschagguns
- Vandans